# Finljandskaja gazeta
A Finljandskaja gazeta foi um jornal de língua russa publicado em Helsinque entre os anos de 1900 e 1917, tendo sido o jornal russo de mais longa duração do Grão-Ducado da Finlândia.
Foi fundado pelo governador-geral Nikolai Bobrikov para promover a integração administrativa russa no país e desempenhou uma função semelhante aos diários oficiais em língua finlandesa e sueca. Foi publicado pelo gabinete do próprio governador-geral e financiado por doações do estado russo, do governador-geral e anúncios oficiais.
Nos primeiros anos, era um jornal de grande circulação, mas seu número de assinantes e sua importância caíram significativamente após a Revolução Russa de 1905. Sua circulação restringiu-se a alguns russos que moravam na Finlândia até a data de sua extinção durante a Revolução de Fevereiro.